# Gabriel Mbilingi
Gabriel Mbilingi C.S.Sp. (ur. 17 stycznia 1958 w Bândua) – angolański duchowny katolicki, arcybiskup Lubango od 2009.

## Życiorys
Święcenia kapłańskie przyjął 26 lutego 1984 w Zgromadzeniu Ducha Świętego. 

## Episkopat
15 października 1999 został mianowany biskupem koadiutorem diecezji Lwena. Sakry biskupiej udzielił mu 6 stycznia 2000 papież Jan Paweł II. Pełnię rządów w diecezji objął 7 czerwca 2000 przejściu na emeryturę poprzednika.
11 grudnia 2006 Benedykt XVI mianował go arcybiskupem koadiutorem Lubango. 5 września 2009 został pełnoprawnym arcybiskupem metropolitą.
W latach 2009–2015 pełnił funkcję przewodniczącego Konferencji Episkopatu Angoly i Wysp Świętego Tomasza i Książęcej. We wrześniu 2013 został wybrany przewodniczącym Sympozjum Konferencji Episkopatów Afryki i Madagaskaru (SECAM).